# 데이비드 쿡
데이비드 쿡(David Cook, 1982년 12월 20일 ~ )은 미국의 가수로, 《아메리칸 아이돌 시즌 7》의 우승자이다.